# Chlorowodorki
Chlorowodorki – sole zasady organicznej i kwasu solnego, np. chlorowodorki amin (chlorki amoniowe), imin, hydrazyn, oksymów lub semikarbazydów.
Chlorowodorki amin należą do najczęściej stosowanych soli amin. W takiej formie aminy mają lepszą rozpuszczalność w wodzie (choć rozpuszczalność niektórych chlorowodorków amin w zimnej wodzie jest słaba – jednak lepsza niż wolnej aminy). Można je uzyskać w formie krystalicznej, są mniej higroskopijne, mają łatwiejszą do ustalenia temperaturę topnienia i lepsze właściwości mechaniczne. Są bardziej odporne na degradację (np. utlenianie) od neutralnych amin i często taka forma jest wykorzystywana do ich przechowywania i handlu. Leki zawierające ugrupowania aminowe w formie chlorowodorków są łatwo wchłaniane przez organizm pacjenta, jednak czasem chlorowodorki substancji leczniczych mogą mieć niepożądane właściwości, uniemożliwiające ich stosowanie terapeutyczne.
Chlorowodorki amin otrzymuje się przez reakcję aminy z kwasem solnym, roztworem chlorowodoru w rozpuszczalniku organicznym lub chlorowodorem gazowym.
R
3N + HCl → R
3N·HCl
Wolną aminę można uzyskać z jej chlorowodorku np. przez ekstrakcję rozpuszczalnikiem organicznym z wodnego roztworu zalkalizowanego wodorotlenkiem sodu lub izolując wytrąconą wolną aminę po zalkalizowaniu jej wodnego roztworu, lub za pomocą żywicy jonowymiennej o słabych właściwościach zasadowych.
Zwykle stosowany zapis R
3N·HCl pozwala na łatwą identyfikację wyjściowej aminy, nie oddaje jednak poprawnie struktury jonowej związku: R
3NH+
 Cl−
.

## Inne halogenowodorki
Aminy tworzą analogiczne sole z innymi halogenowodorami. Bromowodorki amin bywają wykorzystywane jako postaci leków, np. przeciwkaszlowy dekstrometorfan.